# 浮山法遠
浮山法遠（990年—1067年），舒州(今安徽廬江)浮山法遠圓鑑禪師；臨濟宗僧人，禪師名法遠，鄭州人，十七歲遊並州(今山西汾水)，投承天院三交智嵩和尚座下。
法遠禪師依從智嵩禪師剃度並受具足戒。後長期住舒州浮山（今樅陽縣），史稱浮山法遠禪師。
禪師闡揚之宗風，世稱"浮山九帶"，門下造就了五祖法演和投子義青兩位傑出的禪門宗師。
法遠圓鑑禪師於英宗治平四年(1067)圓寂，春秋七十七歲。法學著作留有《九帶》傳世。
寂後范文正公銘其塔。“嗚呼遠公，釋子之雄，禪林真龍。壽齡有限，慧命無窮。寒巖脊骨，千載清風”。

## 弘法
北宋仁宗天聖年間(1023-1032)，禪師應淮南漕運使許式的邀請，至舒州太平興國寺開堂為眾說法。於慶曆三年(1043)移居天柱山月華庵。慶歷六年(1046)應呂濟叔奉邀而住持於浮山。

## 浮山九帶
- (一)佛正法眼藏帶，謂帶貫一切理脈，直截佛之正法。[4]
- (二)佛法藏帶，謂佛法乃教外別傳，為方便之故，聖人以之示眾。
- (三)理貫帶，謂至理佛法為言詮所不及，揚眉瞬目之間盡是佛法。
- (四)事貫帶，謂山河國土大地無非佛法。
- (五)理事縱橫帶，謂理事融通，行於佛世界。
- (六)屈曲垂帶，謂雖證悟成佛卻甘為菩薩而不安住佛位，以亟力濟度眾生。
- (七)妙叶兼帶，謂不執著則大用現前。
- (八)金鍼雙鎖帶，謂自理事縱橫帶之立場更進一步，不執著於佛世界而自由自在。
- (九)平懷常實帶，謂佛法無特別處，日常著衣吃飯皆屬真實佛法。

## 外部連結
- 浮山远禅师 （页面存档备份，存于）
- 【中台世界】 祖師法語－－浮山法遠禪師－－勿自怠 （页面存档备份，存于）
- 枞阳浮山，一座承载了众多摩崖石刻的历史名山 （页面存档备份，存于）